# 格鲁修斯博物馆

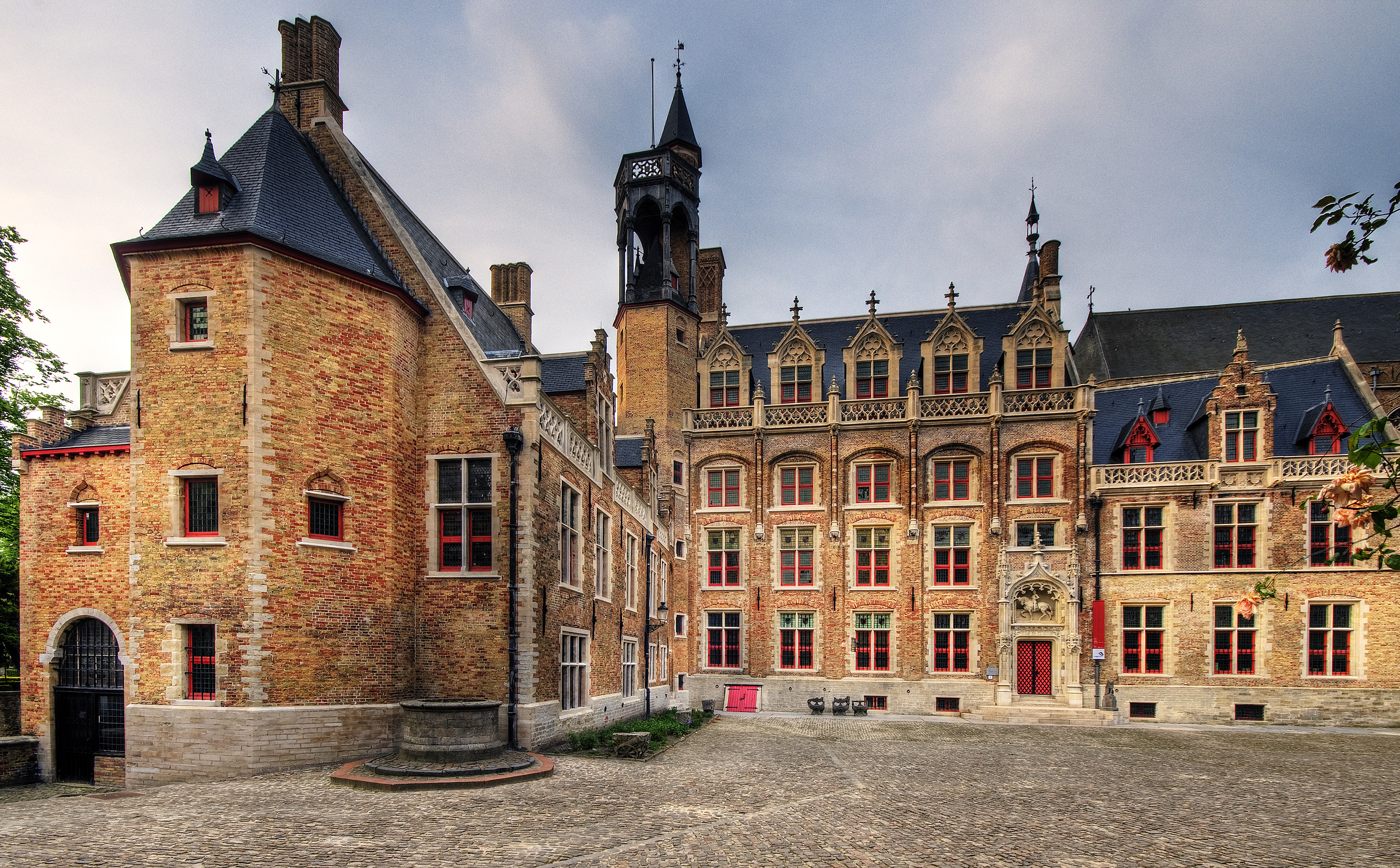
Gruuthusemuseum

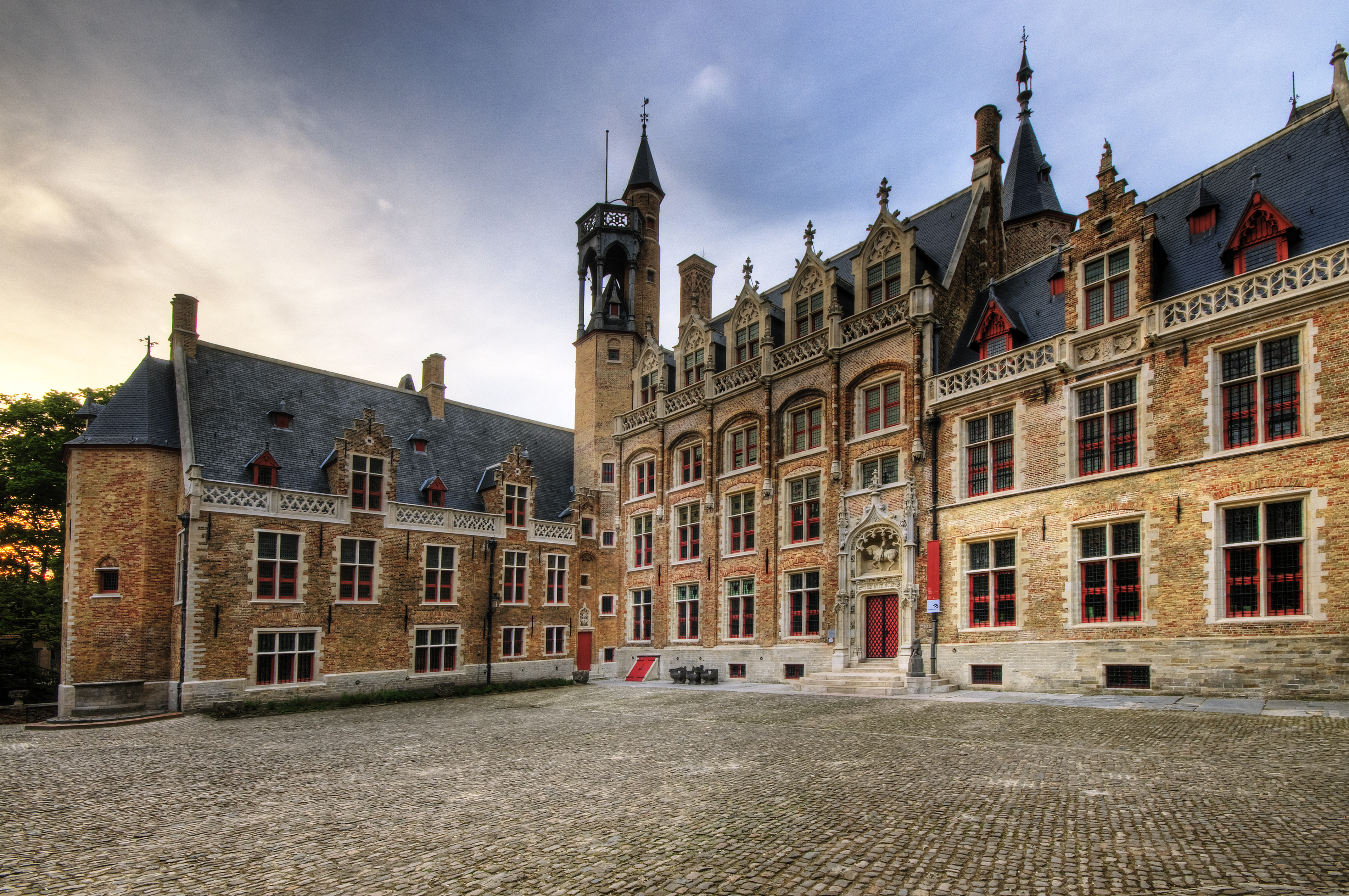
Gruuthusemuseum

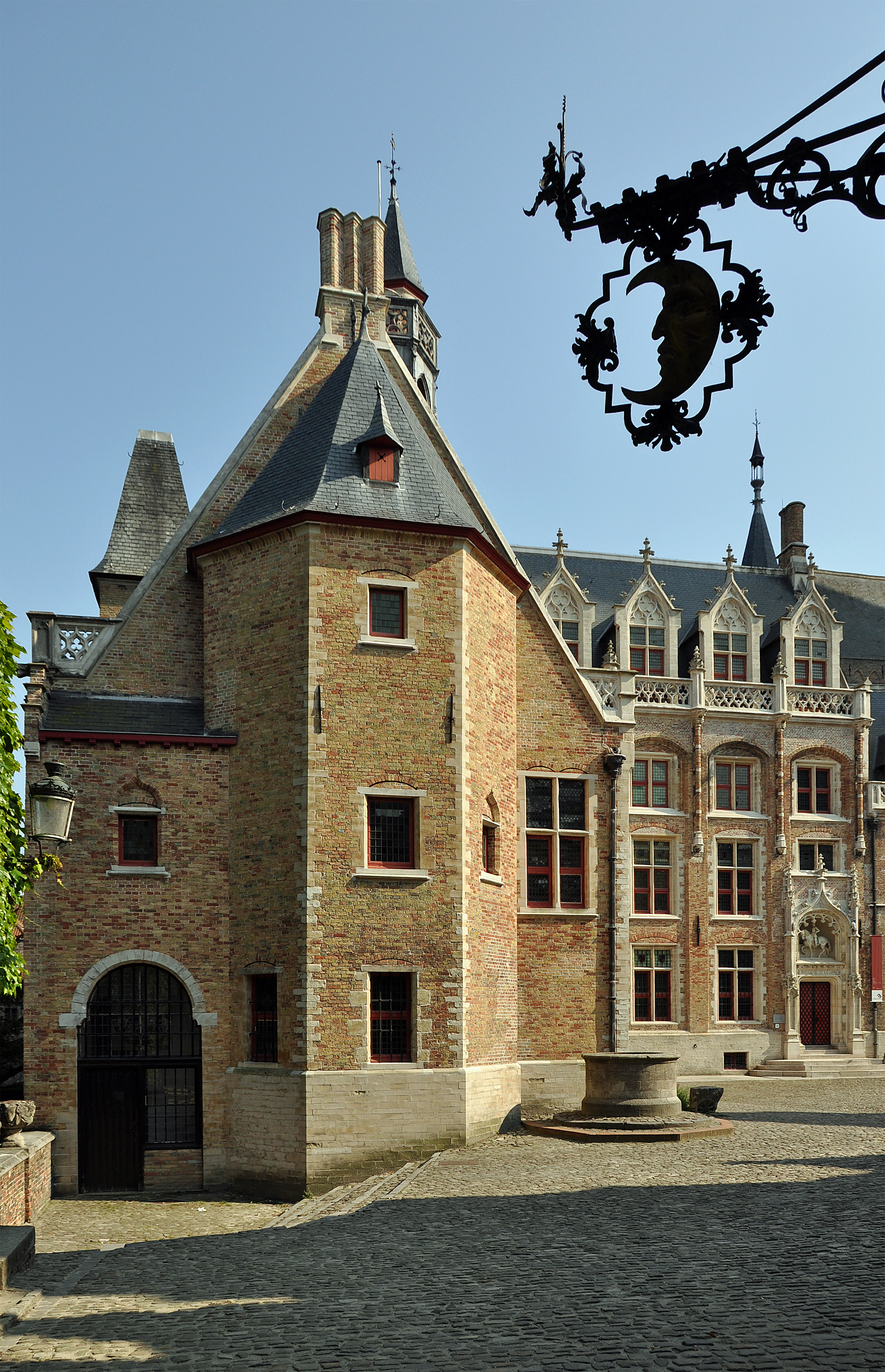
Gruuthusemuseum

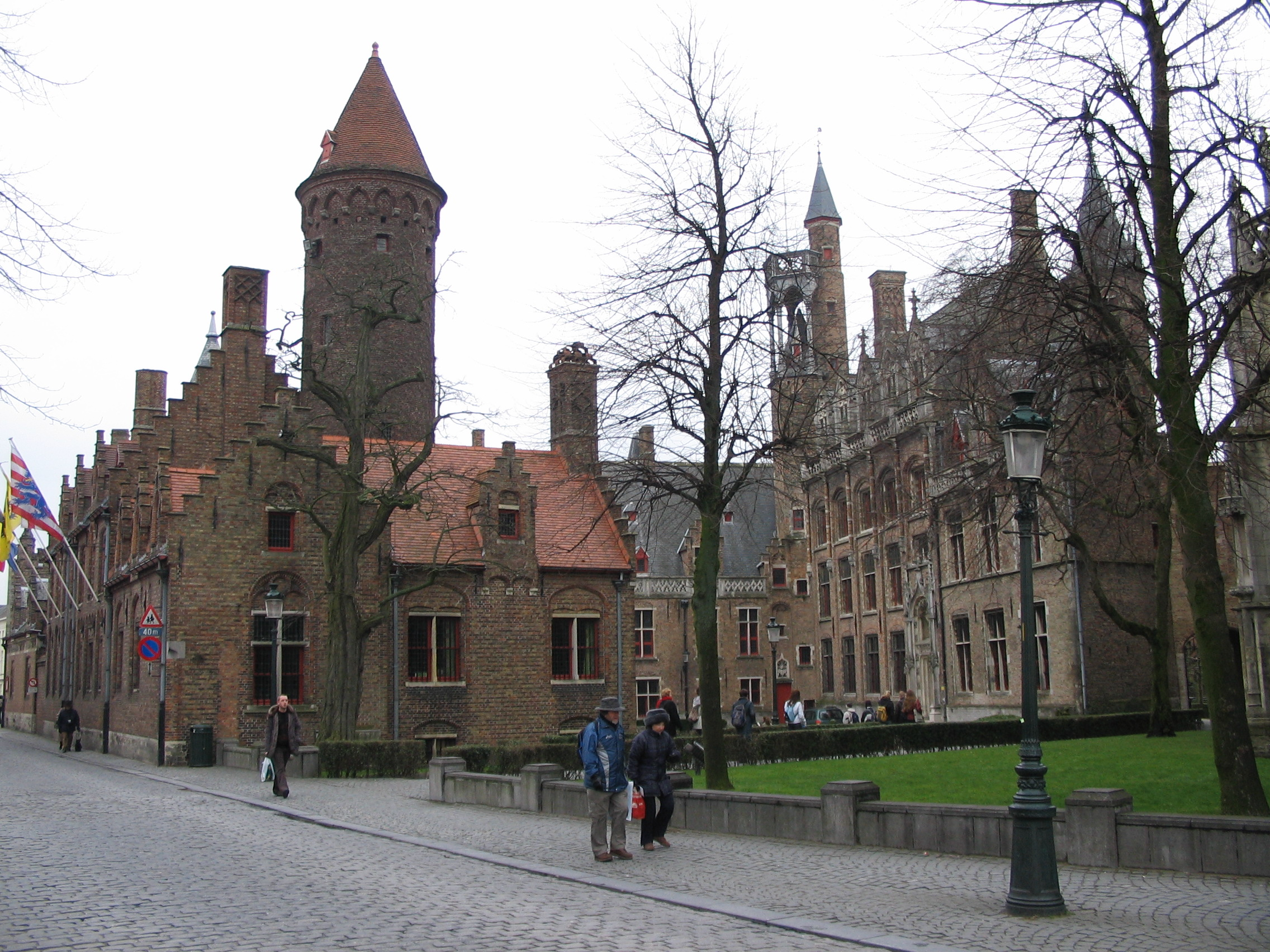
Gruuthusemuseum

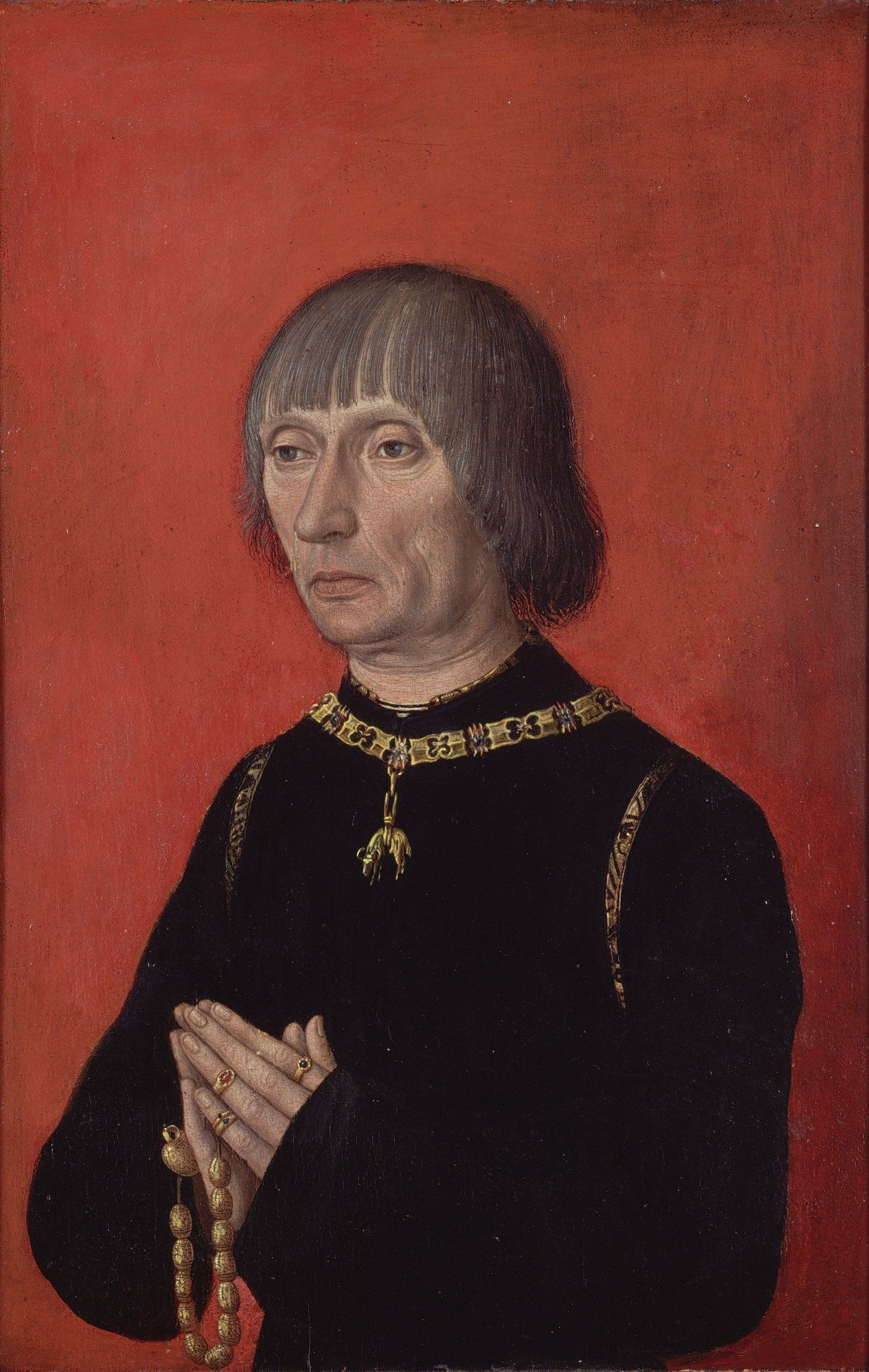
格鲁修斯的路易

格鲁修斯博物馆（荷蘭語：Gruuthuusemuseum）是比利时布鲁日的一座博物馆，坐落于戴佛（Dijver）上的15世纪格鲁修斯（Gruuthuse）领主的宫殿内。该馆藏有最丰富的13世纪到19世纪布鲁日工艺美术或称装饰艺术的作品。
在该馆内，游客可以欣赏到大量雕像、有趣的布鲁日挂毯和家具、银器、锡制武器、瓷器以及乐器。游客还能看到放置在军械库中的臭名昭著的18世纪断头台。宫内的装饰使游客能够感受到别样的气氛。特别是在厨房和建于1472年的原中世纪祈祷用的小堂内，游客仍能领略中世纪晚期的风情。曾居于此的最有名的人士是格鲁修斯的路易（Lodewijk van Gruuthuse）。